# آدم يانكوفسكي
آدم يانكوفسكي (بالألمانية: Adam Jankowski)‏ هو رسام نمساوي، ولد في 1948 في غدانسك في بولندا.